# Balboa (Cauca)

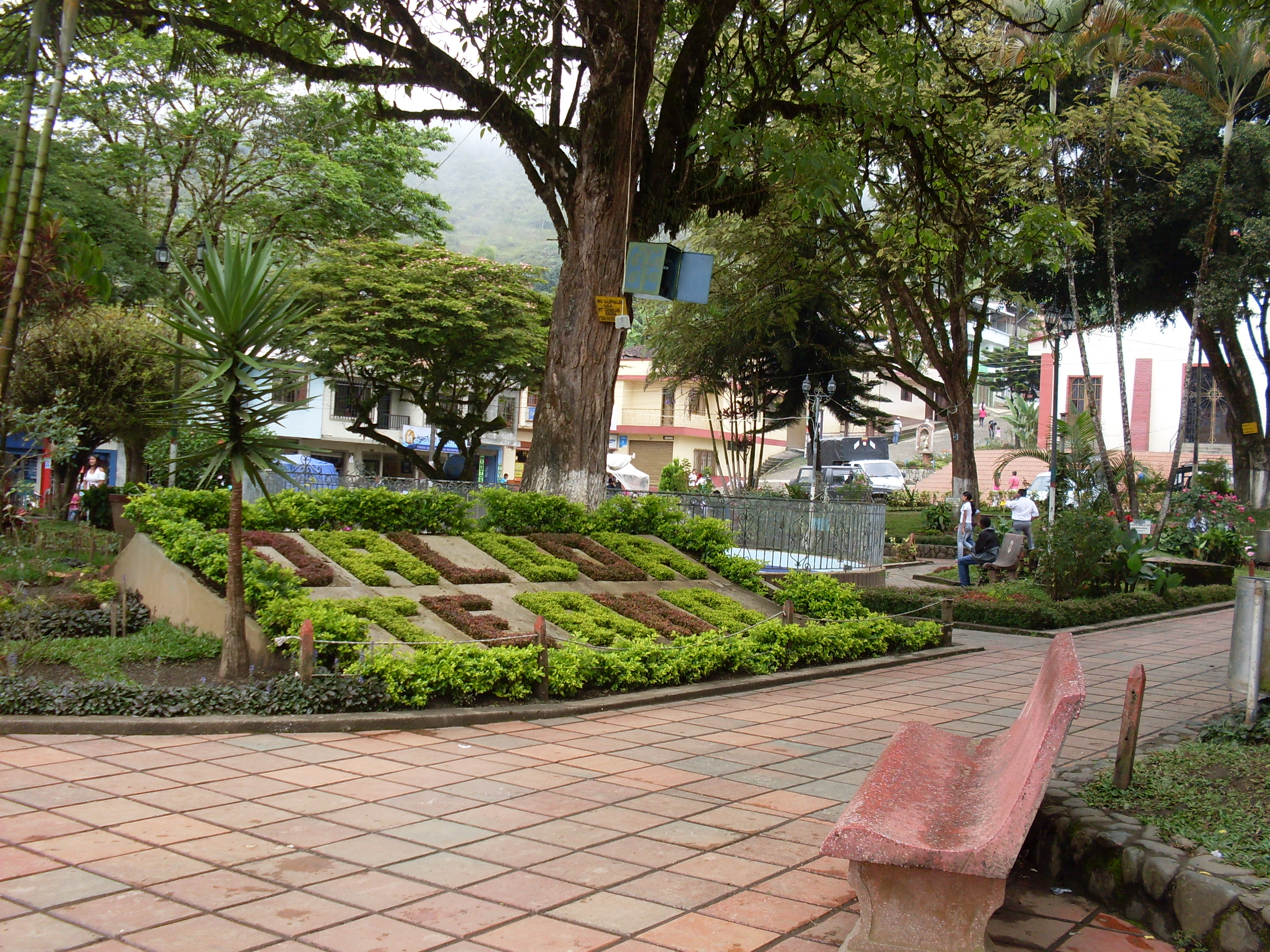
Fotografia de uma praça de Balboa Cauca.

Balboa é um município da Colômbia, localizado no departamento de Cauca.